# Ирментруда (дочь Людовика II Заики)
Ирментруда (фр. Ermentrude, нем. Ermentrud, лат. Irmintrudim; ок. 875/878 — ?) — западно-франкская принцесса, дочь короля Западно-Франкского королевства Людовика II Заики от второго брака с Аделаидой Парижской.

## Биография
В современных ей источниках имя Ирментруды среди детей короля Людовика II Заики отсутствует. Её имя появляется только в двух более поздних источниках. «Генеалогия графа Арнульфа» (лат. «Genealogica Arnulfi Comitis»), созданная в 950-е годы, упоминает, что у Людовика была дочь Ирментруда от брака с Адельгейдой. Другой источник — созданная в XI веке генеалогия Кунигунды Люксембургской, жены императора Священной Римской империи Генриха II Святого. Согласно этой генеалогии, отец Кунигунды Люксембургской, граф Зигфрид, был сыном Кунигунды, которая, в свою очередь, была дочерью Ирментруды, названной дочерью короля Людовика II Заики. Позднейшие исследователи отождествили её с женой пфальцграфа Лотарингии Вигериха, родоначальника династии Вигерихидов, которую тоже звали Кунигунда. Согласно сообщению «Генеалогии графа Арнульфа», Ирментруда родилась от заключённого в 875 году второго брака Людовика II — с Аделаидой Парижской. Соответственно, она должна была родиться в 875/878 годах. При этом историк Кристиан Сеттипани считает Ирментруду дочерью Людовика от первого брака.
О фактах биографии Ирментруды в источниках не сообщается. По мнению историка Эдуарда Главички, она вышла замуж около 888 года и умерла около 892 года.

## Брак и дети
Имя мужа Ирментруды в первичных источниках не упоминается. Эдуард Главичка предположил, что мужем Ирментруды мог быть герцог Лотарингии Ренье I Длинношеий. Документально зафиксирован его брак с Эрсиндой, а Ирментруда могла быть его первой женой. Этим браком Главичка объясняет хорошие отношения Ренье с королём Карлом III Простоватым, братом Ирментруды. Кроме того, у потомков Ирментруды появляются имена, характерные для Регинаридов. В то же время Ренье приходился по матери троюродным братом Ирментруде, и, следовательно, такой брак считался неканоническим. Кроме того, некоторые исследователи считают, что Кунигунда, дочь Ирментруды, третьим браком вышла замуж за герцога Лотарингии Гизельберта, сына Ренье от брака с Эрсиндой, что противоречит гипотезе Главички. Однако третий брак Кунигунды и Гизельберта документально не зафиксирован.
Дети:
- Кунигунда (ок. 888/895 — после 923); 1-й муж: с 907/910 Вигерих (ок. 870 — ок. 916/919), граф в Трире в 899/902, граф в Бидгау в 902/909, граф в Арденненгау, пфальцграф Лотарингии с 915/916; 2-й муж: с ок. 916/919 Риквин (ум. 923), граф Вердена